# Mayurbhanj

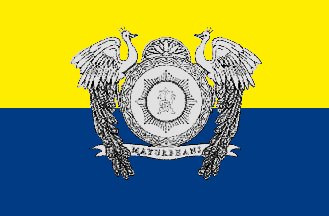
Bandera de Mayurbhanj

Mayurbhanj (també Moharbhanj o Morbhanj) fou un estat tributari protegit, el situat més al nord i el més gran dels estats d'Orissa. La superfície era de 10.982 km² i limitava al nord amb els districtes de Singhbhum, Manbhum i Midnapore, a l'est amb Midnapore i Balasore o Balasor, al sud amb el principat de Nilgiri i el districte de Puri, i a l'oest amb el de Keonjhar. Actualment forma el districte de Mayurbhanj a Orissa. L'estat estava format per diverses valls, jungla i a la part sud les muntanyes Meghasani (1.185 metres) amb abundància de'elefants. Estava dividit en tres parts: Morbhanj propi, Alt Bagh (Upper-bagh) i Bamanghati o Bamangati; aquest darrer territori va estar sota administració britànica però després transferit a l'estat; l'alt Bagh va estar sota vigilància britànica amb un cos de policia que pagava el raja, però finalment els britànics van renunciar a la seva presència. La capital de l'estat era Baripada a 21° 56′ 05″ N, 86° 45′ 41″ E / 21.93472°N,86.76139°E i la segona ciutat era Daspur, a 21° 57′ 40″ N, 86° 07′ 11″ E / 21.96111°N,86.11972°E.

## Població
La població era:
- 1872: 258.680
- 1881: 385.737
- 1891: 532.238
- 1901: 610.383
- 1931: 889.603

La ciutat principal era Baripada amb 5.613 habitants el 1901. Hi havia altres 3.593 pobles (2097 asseynalats el 1881, segurament per exclusió dels de Bamanghati) entre els quals els principals eren (a part de Baripada i Daspur) Bahalda and Karanjia, capitals de les subdivisions de Bamanghati i Panchpir.
La població era en gran part hinduista (més de mig milió) amb uns cent mil animistes i només 3.785 musulmans. La població era ètnicament adivasi (aborigen): santals (185.000), hos (68.000), bhumijs (56.000), kurmis (36.000), bhuiyes (32.000). gaurs (30.000), bathudis (30.000), pans (25.000) i kandaits (15.000). L'ocupació principal i gairebé única era l'agricultura.

## Administració
Els ingressos eren de 20.500 lliures i pagava un tribut anual al gover britànic de només 106 lliures. El raja Kisori Chandra Bhanj va aconseguir el títol de maharajà. Va morir el 1882 i el va succeir el seu fill de 12 anys quedant l'estat sota administració del consell de corts (Court of Wards) fins a la seva majoria.
Administrativament estava format per la zona principal i dues subdivisions:
- Bariapada
- Bamanghati
- Panchpir

L'administració corresponia al raja que gaudia de més amplis poders judicials que cap altra príncep. Estava assistit per un diwan de tres membres i diversos funcionaris (jutge de l'estat, jutge subordinat, dos munsifs, oficials de subdivisió amb certs poders fiscals, civils i judicials, superintendent d'educació, oficial de boscos, i altres). Els ingressos estimats eren de 9 lakhs i pagava un tribut de 1.068 rúpies.

## Policia i exèrcit
L'exèrcit de l'estat era (1881) de 972 homes i la policia de 483. El 1900 la policia estava formada per 33 oficials i 201 agents, i estava manada per un oficial europeu; ja no hi havia exèrcit excepte una guàrdia pel raja. La presó tenia capacitat per 89 presoners.

## Segells
L'estat va emetre segells de diversos tipus. Les emissions més antigues són de 1884 i les més modernes de 1920-1930, excepte una tirada de "court fee" de 1933-1936. Les primeres emissions porten el nom de "Mohurbhjanj state".

## Història
L'estat s'hauria fundat vers l'any 618 (o potser un error per 1618) per un parent del raja de Jaipur (Rajasthan) de nom Jai Singh, que va arribar a Puri amb els seus dos fills. La família s'anomena Bhanja ("Triturador"), nom que hauria assolit després d'enderrocar a un cap de nom Mayuradhwaj. El nom de l'estat derivaria d'aquest fet. Jai Singh fou succeït pel seu fill gran a Mayurbhanj i pel segon fill a Keonjhar. L'emblema de la família és un paó i la mort d'aquest animal estava prohibida a tot l'estat. Per les restes arqueològiques de temples, dipòsits i altres elements se suposa que l'estat va gaudir de prosperitat. El segle XVIII fou feudatari dels marathes i el 1803 va passar sota protectorat britànic. Un tractat entre britànics i el raja es va signar el 1829.

## Bandera
La bandera era rectangular partida en dos colors horitzontalment: al damunt groc i a sota blau. Prop del pal la figura d'un paó blanc de línies fosques. És la mateixa que la bandera de Keonjhar.

## Llista de rages i maharajas
- Savesvara Bhanj Deo 1688 - 1711
- Viravikramaditya Bhanj Deo 1711 - 1728
- Raghunath Bhanj Deo 1728 - 1750
- Chakradhar Bhanj Dep 1750 - 1761
- Damodar Bhanj Deo 1761 - 1796 (fill)
- Sumitra Devi, rani, 1796 - 1810
- Jamuna Devi, rani, 1810 - 1813
- Tribikram Bhanj Deo 1813 - 1822 (adoptat, fill de Raja Pratap Balbhadra Bhanj de Keonjhar)
- Jadunath Bhanj Deo 1822 - 1863 (fill, títol personal de maharajà)
- Shrinath Bhanj Deo 1863 - 1868 (fill)
- Krishnachandra Bhanj Deo 1868 - 1882 (nebot, fill de Rajkumar Sitanath Bhanj Deo germà de Shrinath, maharajà des de 1877)
- Sriramchandra Bhanj Deo 1882 - 1912 (fill, maharajà hereditari des de 1910)
- Purnachandra Bhanj Deo 1912 - 1928 (fill)
- Pratapchandra Bhanj Deo 1928 - 1948 (germà, +1968)